# Battery (light novel)
Pour les articles homonymes, voir Battery.
Battery (バッテリー, Batterī) est une série de light novels écrits par Atsuko Asano et illustrés par Makiko Satō.
L'œuvre est adaptée sous de multiples formats, dont un audio drama, une série manga, un film live, une série télévisée et une série d'animation.

## Personnages

### Personnages principaux
Takumi Harada (原田 巧, Harada Takumi)
Voix japonaise : Kōki Uchiyama (anime), Mamoru Miyano (radio drama)
Gō Nagakura (永倉 豪, Nagakura Gō)
Voix japonaise : Tasuku Hatanaka (anime)

### Personnages secondaires
Seiha Harada (原田 青波, Harada Seiha)
Voix japonaise : Yūi Fujimaki (anime), Hayato Taya (radio drama)
Interprété par : Akihiro Yarita (movie), Shintarō Morimoto (TV drama)
Shūgo Kadowaki (門脇 秀吾, Kadowaki Shūgo)
Voix japonaise : Yūki Ono (anime)
Interprété par : Dai Watanabe (movie), Ryūta Nakamura (TV drama)
Shunji Mizugaki (瑞垣 俊二, Mizugaki Shunji)
Voix japonaise : Ryōhei Kimura (anime)
Interprété par : Yasuaki Seki (movie), Kazuma Kawahara (TV drama)
Kazuki Kaionji (海音寺 一希, Kaionji Kazuki)
Voix japonaise : Yūichirō Umehara (anime)
Interprété par : Hiroshi Yazaki (movie), Ryōsuke Kawamura (TV drama)
Keita Higashidani (東谷啓太, Higashidani Keita)
Voix japonaise : Kaito Ishikawa (anime)
Fumito Sawaguchi (沢口文人, Sawaguchi Fumito)
Voix japonaise : Ayumu Murase (anime)

## Light novel

### Réception de l'œuvre
La série de light novel a reçu le « Noma Prize for Juvenile Literature » en 1997 et le « Shōgakukan Children's Publication Culture Award » en 2005. Plus de 10 millions de volumes ont été vendus au Japon.

## Autres médias

### Série d'animation
L'adaptation en série d'animation est diffusée sur le bloc horaire noitaminA de Fuji TV entre le 14 juillet 2016, et le 22 septembre 2016. L'adaptation est dirigée et écrite par Tomomi Mochizuki, et réalisée par le studio Zero-G. Hideoki Kusama effectue le chara-design et la direction d'animation, et Akira Senju est chargé de la musique.